# Goldring von Ammerbuch
Koordinaten: 48° 32′ 40,2″ N, 8° 54′ 34,1″ O
Der Goldring von Ammerbuch ist ein frühbronzezeitlicher Goldring, der im Herbst 2020 bei einer Grabung in der Nähe von Ammerbuch-Reusten im Landkreis Tübingen gefunden wurde. Der Ring von etwa 12 Millimeter Durchmesser ist eine kleine Spirale aus verschlungenem Golddraht. Er passt zu ähnlichen Ringen aus Mitteleuropa und ist der älteste sicher zu datierende Goldfund in Südwestdeutschland. Er war die einzige Grabbeigabe in einem Frauengrab, dessen Gestaltung dem Bestattungsritual des Endneolithikums ähnelt. Die Zusammensetzung des Goldes mit etwa 20 Prozent Silber, weniger als zwei Prozent Kupfer und geringen Anteilen anderer Metalle entspricht einer für Flussgold typischen natürlichen Legierung. Das Profil der Spurenelemente deutet auf die Herkunft aus Cornwall hin und weist insbesondere auf den Fluss Carnon, von dem auch das Gold für die Auflagen der Himmelsscheibe von Nebra stammt.

## Beschreibung
Der Goldring besteht aus doppelt gelegtem Golddraht mit rechteckigem Querschnitt. Seine Breite beträgt 0,6 bis 1,01 Millimeter bei einer Stärke von 0,1 bis 0,3 Millimeter. Der Draht ist in einer Spirale gewunden und bildet einen unregelmäßig geformten Ring mit 11,3 bis 11,7 Millimeter Durchmesser, einer Breite von 5,1 Millimeter und einem Gewicht von 0,6 Gramm. Für das Formen des Drahts konnte zunächst Hartholz mit Rillen versehen werden, in die das Gold gepresst wurde. Die so gewonnenen stäbchenförmigen Rohlinge wurden den Bearbeitungsspuren auf dem Draht zufolge mithilfe von Werkzeugen aus Stein, Hartholz, Knochen oder Hirschhorn bearbeitet und abgeflacht. Der so entstandene Draht wurde doppelt gelegt und zweimal um einen weichen Kern gewunden, der aus einem textilen Material oder Haar bestanden haben kann. Die Kanten des Drahts zeigen Abnutzungsspuren, die auf eine Verwendung als Schmuckstück hindeuten.
Das Metall des Goldrings wurde am Curt-Engelhorn-Zentrum Archäometrie untersucht. Die Zusammensetzung der Legierung mit etwa 20 Prozent Silber und weniger als 2 Prozent Kupfer deutet auf die Herkunft als Flussgold von einer Seifenlagerstätte hin. Solches Gold wird mit Sichertrögen aus dem aufgeschlämmten Flusssediment geborgen. Das Profil der Spurenelemente weist auf den Fluss Carnon im englischen Cornwall als Herkunftsort hin. Dort wurde auch das Material für die Goldauflagen der Himmelsscheibe von Nebra gewonnen. Die Zusammensetzung der Goldlegierungen der Himmelsscheibe und des Goldrings von Ammerbuch ist nicht völlig identisch, die vorhandenen Abweichungen lassen sich aber durch natürliche Schwankungen und den Herstellungsprozess des Goldes erklären.

## Fundsituation

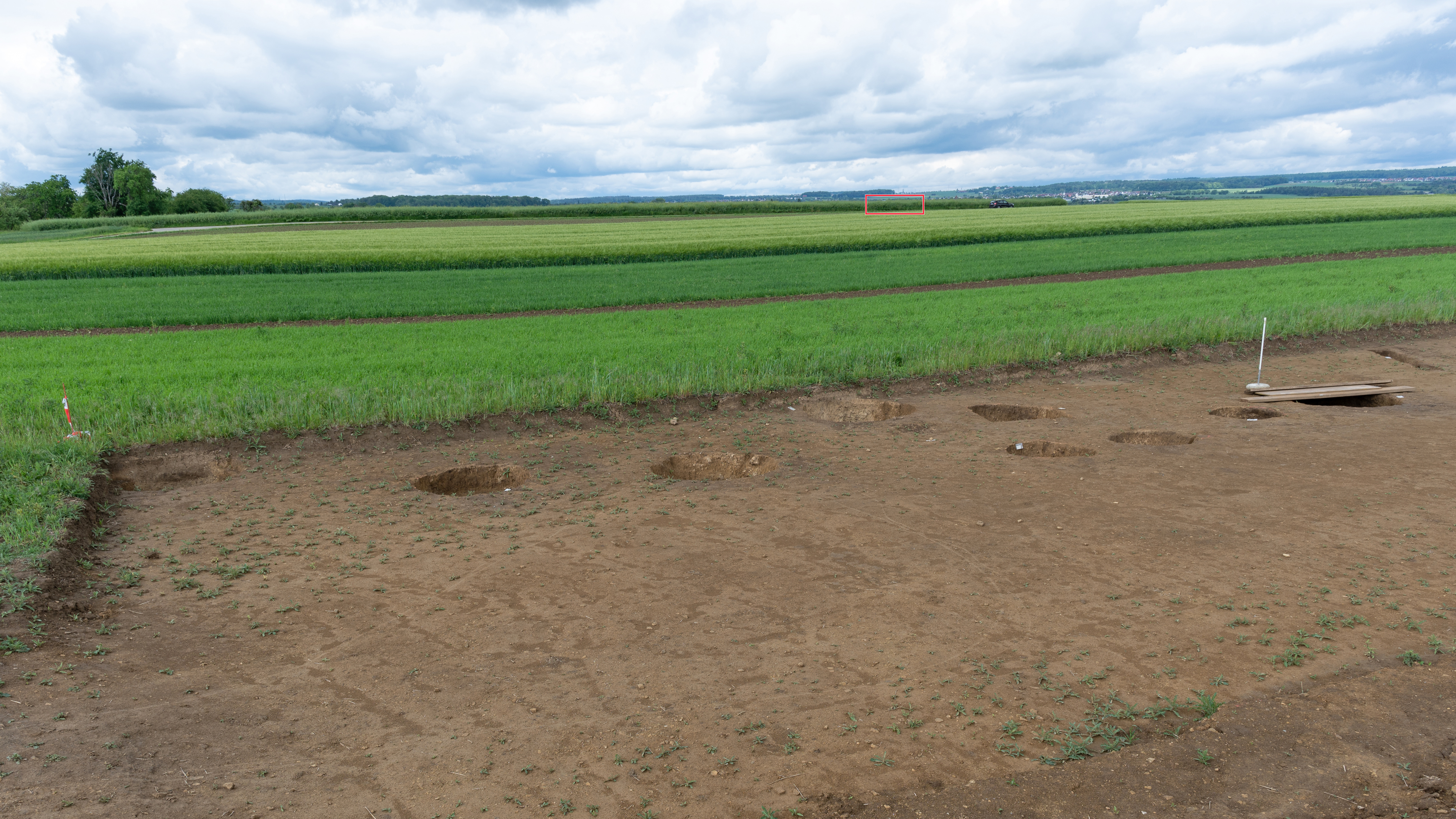
Blick über das Planum der Grabungskampagne 2024 nach Westen zum Fundort des Goldrings

Auf dem Kirchberg in Reusten und an anderen Fundplätzen in der Umgebung wurden wiederholt Zeugnisse der Besiedelung von der jungsteinzeitlichen Linearbandkeramischen Kultur bis zur Römerzeit entdeckt. Das Grab mit dem Goldring steht in engem Zusammenhang mit Gräberfeldern in unmittelbarer Nähe und sehr wahrscheinlich auch mit einer Siedlung auf dem nur 750 Meter entfernten Kirchberg. Seit 2000 waren dem Landesamt für Denkmalpflege Baden-Württemberg wiederholt Knochenfunde von der Gemarkung Grüninger bei Ammerbuch-Reusten im Landkreis Tübingen gemeldet worden.
Im September und Oktober 2020 wurde unter der Leitung von Raiko Krauß vom Institut für Ur- und Frühgeschichte und Archäologie des Mittelalters der Universität Tübingen und Jörg Bofinger vom Landesamt für Denkmalpflege im Regierungspräsidium Stuttgart eine Grabung auf der Gemarkung durchgeführt. Bei der Grabung wurden unmittelbar unter der Erdoberfläche Schädelfragmente gefunden. Die weitere Grabung erbrachte den Fund eines in West-Ost-Richtung gehockt auf der rechten Seite liegenden Skeletts. Nach dem Entfernen der oberen Bodenschichten wurde im Hüftbereich hinter dem Skelett ein Objekt aus gewundenem Golddraht entdeckt. Für die weitere Untersuchung wurde das gesamte Grab in einem Block geborgen und zur detaillierten Analyse und anschließenden Konservierung in ein Labor gebracht. Das Skelett konnte mit der Radiokarbonmethode auf den Zeitraum 1861 bis 1616 v. Chr. datiert werden. Der Untersuchung des Skeletts zufolge war die Verstorbene eine etwa 1,60 Meter große Frau im Alter von 18 bis 21 Jahren und ohne Hinweise auf Erkrankungen oder Verletzungen. Weitere Grabbeigaben waren nicht zu finden. In einem neuen, zweijährigen Grabungsprojekt wird ab September 2021 die gesamte Flur Grüninger ausgegraben und dokumentiert, da das Gelände durch die zukünftige landwirtschaftliche Nutzung akut gefährdet ist.

## Kulturhistorische Einordnung
In Südwestdeutschland sind goldene Gegenstände der Frühen Bronzezeit äußerst selten. In anderen Regionen Europas und darüber hinaus sind Ringe aus Golddraht in der Frühen und Mittleren Bronzezeit nicht selten. Meist wurden sie aus doppelt gelegtem Draht mit rundem Querschnitt geformt und in der Forschung mit Begriffen wie Noppenringe, Schleifenringe oder Spiralringe belegt. Böhmische Spiralringe mit Durchmessern von weniger als einem Zentimeter und einem Gewicht von weniger als einem Gramm kommen dem Goldring von Ammerbuch am nächsten und werden meist als Haarschmuck angesehen. Auch Silberschmuck ist in der frühen Bronzezeit Südwestdeutschlands sehr selten. In diesem Zusammenhang ist ein Silberring aus einem Frauengrab im nur wenige Kilometer entfernten Rottenburg am Neckar von Bedeutung. Der Ring ist aus ebenfalls doppelt gelegtem Silberdraht gefertigt, hat aber eine sorgfältig gearbeitete runde Form, einen größeren Durchmesser und miteinander verdrehte Drahtenden.